# BBC World Service
BBC World Service (původně BBC Empire Service) je rozhlasová stanice zajišťující britské vysílání do zahraničí. Je provozována v rámci britské mediální společnosti BBC, na rozdíl od zbytku BBC však není financována z koncesionářských poplatků, ale z rozpočtu britského ministerstva zahraničí. Vysílá přes internet, na radiových vlnách AM, a ve vybraných zemích také přes FM. V mnoha státech má BBC i regionální studia, která pokrývají určitou část vysílání v jazyce dané země. V roce 2005 bylo rozhodnuto část těchto studií zrušit, což mimo jiné postihlo i českou redakci, která ukončila vysílání vlastních pořadů koncem roku 2005. České vysílání jako takové (zprávy v češtině) bylo ukončeno v únoru 2006. Z ušetřených prostředků je financována BBC Arabic.

## České vysílání BBC

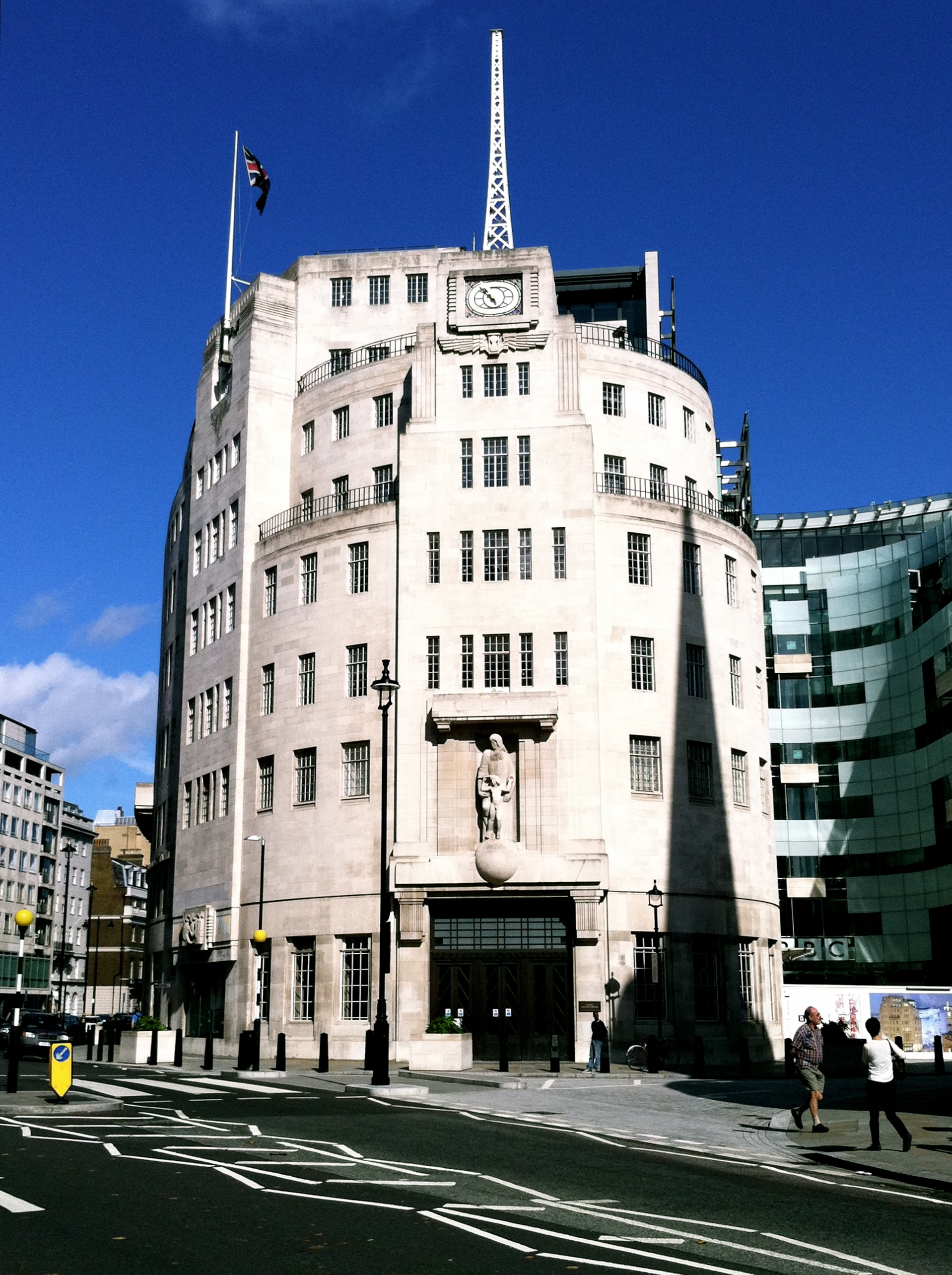
Broadcasting House.

V Česku byla známá Česká redakce BBC, která do prosince 2005  pokrývala část vysílání BBC World Service pořady v češtině, zejména ve všední dny ráno tříhodinovou relací Dobré ráno s BBC a v podvečer zpravodajskými pořady Svět o páté (v jeho rámci vysílala Interview BBC Václava Moravce) a Svět o šesté. 
Pro vysílání českého vysílání BBC World Service (které na FM pokrývají velkou část republiky) dodávala až do 28. února 2013 šest hodin programu denně zpravodajská stanice Českého rozhlasu Rádio Česko. Od 1. 3. 2013 do 23.6. 2023 zajišťovala české vysílání BBC společnost Lagardère Active ČR, provozovatel několika soukromých rozhlasových stanic, pod názvem Radio ZET. Od července 2023 se program na frekvencích české BBC jmenuje Radio Prostor.

## Loga

Logo BBC World Service od roku 2002 do roku 2011
Logo BBC World Service od roku 2011 do roku 2019
Logo BBC World Service od roku 2019 do roku 2022
Současné logo BBC World Service od roku 2022